# Varmvattnet
Varmvattnet är en by i Tavelsjöbygden i Umeå kommun, Västerbotten. Byn ligger cirka 35 kilometer nordväst om Umeå.